# نقش خیال
نقش خیال آلبوم موسیقایی با آواز همایون شجریان و با آهنگسازی علی قمصری که در سال ۱۳۸۴ منتشر شده است. این آلبوم شامل قطعاتی در دستگاه‌های شور، نوا و همایون است.
- آواز: همایون شجریان
- امور فنی چاپ: محمد علی رفیعی
- آهنگساز: علی قمصری[۲]
- مسترینگ و تدوین دیجیتال: ریموند موسسیان، همایون شجریان
- سرپرست گروه: علی قمصری

## نوازندگان
- مصباح قمصری: کلارینت، دودوک، دیجیریدو
- نیما رحمتی: کمانچه
- نوید جابری: تنبور
- حامد زند کریمخانی: تنبک
- گلناز خاضعی: دف، دهل
- عرفان شهرآبادی: نی
- بهزاد احمدی: طبلا
- امیر حسین طریقت کوزه: تنبک تصنیف «توبه شکن»
- هیرش نقشبندی کاسوره
- علی قمصری: تار، بم تار، عود، سه تار، گیتار
- مازیار ظهیرالدینی: ویلن
- علی جعفری پویان: ویلن
- پیام طونی: ویلن، آلتو، سولیست تصنیف «دوای دل»
- امیر پورخلجی: ویلن، آلتو، ویلنسل، سولیست"مقدمه نواً
- علیرضا خورشیدفر کنتر باس

|    |                                           | مدت   |
| -- | ----------------------------------------- | ----- |
| ۱. | مقدمه نوا برای تار وارکستر زهی            | ۷:۳۱  |
| ۲. | سازوآواز «نقش خیال» غزل: سعدی             | ۱۴:۱۶ |
| ۳. | تصنیف «توبه شکن» غزل:مولانا               | ۵:۰۹  |
| ۴. | تصنیف «دوای دل» غزل:مولانا                | ۸:۲۸  |
| ۵. | همنوازی تار و تنبک                        | ۷:۲۰  |
| ۶. | تصنیف «با سواران» غزل:مولانا              | ۶:۲۲  |
| ۷. | آواز «گناه عشق» همراه با ارکستر غزل: سعدی | ۴:۵۹  |
| ۸. | ضربی تار - رقص زار                        | ۵:۰۰  |